# Kogolepithecus
 Kogolepithecus  ist eine ausgestorbene Gattung der Primaten, die während des frühen Miozäns in Ostafrika vorkam. In Uganda, bei der Stadt Moroto, nahe der Grenze zu Kenia, entdeckte Fossilien, die zu dieser Gattung gestellt wurden, stammen vermutlich aus Sedimentschichten des mittleren Miozäns und sind rund 15 Millionen Jahre alt. Die einzige bislang beschriebene Art der Gattung ist Kogolepithecus morotoensis.

## Namensgebung
Kogolepithecus ist ein Neologismus. Die Bezeichnung der Gattung ist abgeleitet vom Fundort, der Fundstelle Moroto II im Bereich der Kogole-Anhöhe (Kogole Hill) des Mount Moroto Central Forest Reserve in Uganda, sowie vom griechischen Wort πίθηκος (altgriechisch ausgesprochen píthēkos: „Affe“). Das Epitheton der bislang einzigen wissenschaftlich beschriebenen Art, Kogolepithecus morotoensis, verweist ebenfalls auf den Fundort im nordostugandischen Distrikt Moroto.

## Erstbeschreibung
Als Holotypus der Gattung und zugleich der Typusart Kogolepithecus morotoensis wurde in der Erstbeschreibung ein linker 2. Molar aus einem Unterkiefer eines kleinen Affen benannt, dessen Merkmale am ehesten denen eines Menschenaffen nahekommen (Archivnummer Mor II, 28′03). Ergänzend – als Paratypen – wurden drei weitere Unterkiefer-Zähne von vermutlich demselben Individuum benannt: ein linker 4. Prämolar, ein rechter 2. Molar und ein linker 3. Molar.
Am ehesten ähneln die Zahnkronen und Zahnwurzeln der vier Zähne sowie ihre Größe einigen ähnlich alten Funden von Rusinga Island (Kenia), die als Dendropithecus macinnesi benannt wurden, „aber sie sind keineswegs genaue morphologische Kopien von ihnen.“ Zu unterscheiden sind die Merkmale der vier Zähne von Kogolepithecus laut Erstbeschreibung ferner u. a. von Micropithecus, Rangwapithecus, Turkanapithecus, Proconsul, Afropithecus, Kamoyapithecus, Kenyapithecus und Ugandapithecus. Aufgrund der wenigen fossilen Belege von Kogolepithecus, aber auch der anderen ähnlich alten Gattungen, wurde die Art – trotz der erwähnten Nähe zu den Menschenaffen – keiner Familie der Primaten und ausdrücklich auch keiner der beiden Überfamilien (Menschenartige, Meerkatzenverwandte) zugewiesen.
Verwahrort der Funde aus Moroto II (Koordinaten: 02°40′20.2″N: 34°42′52.4″E), deren Alter anfangs auf 17,5 Millionen Jahre datiert worden war, ist das Uganda Museum in Kampala.

## Belege
1. ↑  Martin Pickford, Brigitte Senut et al.: Revision of the Miocene Hominoidea from Moroto I and II, Uganda. In: Geo-Pal Uganda. Band 10, 2017, S. 1–32.
2. ↑  Martin Pickford, Brigitte Senut, Dominique Gommery und Ezra Musiime: New Catarrhine fossils from Moroto II, Early Middle Miocene (ca 17.5 Ma) Uganda. In: Comptes Rendus Palevol. Band 2, Nr. 8, 2003, S. 649–662, doi:10.1016/j.crpv.2003.10.001.